# Dermatitis
Dermatitis significa "inflamació de la pell". És una paraula que s'utilitza per referir-se a diversos processos de la pell. Erròniament s'empra com a sinònim d'èczema. Hi ha diferents tipus de dermatitis, normalment tots ells tenen en comú una reacció al·lèrgica a al·lergogens específics.

## Tipus específics de dermatitis

### Dermatitis endògenes
- (L20) dermatitis atòpica
- (L21) dermatitis seborreica
- (L13.0) dermatitis herpetiforme

### Dermatitis exògenes
- (L23-L25) dermatitis de contacte

Dermatitis de contacte irritativa
Es produeix per contacte freqüent amb una substància que lesiona físicament o químicament a la pell.
Dermatitis de contacte al·lèrgica
Es produeix per hipersensibilitat a una substància.